# Sigolang (Andam Dewi)
Sigolang is een bestuurslaag in het regentschap Tapanuli Tengah van de provincie Noord-Sumatra, Indonesië. Sigolang telt 632 inwoners (volkstelling 2010).